# Jayne Houdyshell
Jayne Houdyshell  /ˈhaʊdiˌʃɛl/  (25 de septiembre de 1953) es una actriz estadounidense. Conocida por ser una prolífica actriz de teatro, cine y televisión, Houdyshell ha recibido numerosos galardones, entre ellos un premio Tony, dos premios Obie y un premio Drama Desk.
Debutó en Broadway en el musical A Wonderful Life  (2005). Posteriormente recibió el Premio Tony a la Mejor Actriz Protagonista en una Obra de Teatro por The Humans (2016). Fue nominada al Tony por sus papeles en la obra de Lisa Kron Well (2006), la reposición del musical  Follies (2012) de Stephen Sondheim, la nueva obra de Lucas Hnath A Doll's House, Part 2 (2017) y la reposición de The Music Man (2022) de Meredith Willson.
También es conocida por sus papeles secundarios en la comedia de ciencia ficción Downsizing (2017) de Alexander Payne y en la película de época Mujercitas de Greta Gerwig, y por volver a interpretar su papel en la adaptación cinematográfica de 2021 de The Humans. Ha tenido papeles recurrentes en varias series de televisión, como Third Watch, Ley y orden, Blue Bloods y The Good Fight. Actualmente interpreta el papel de «Bunny Folger» en la exitosa serie de comedia de Hulu Only Murders in the Building, por la que fue nominada al premio del Sindicato de Actores al mejor reparto en una serie de comedia.

## Trayectoria
Criada en Topeka, Kansas, es la menor de las cuatro hijas de Galen «Buzz» Houdyshell y Louella Taylor. Se graduó en el instituto de Topeka en 1971 y posteriormente estudió en la Universidad Estatal de Emporia, donde se licenció con honores en la Academia de Arte Dramático de la Universidad de Oakland, en Rochester (Michigan), en 1974.

### 1973–2004: Primeros papeles
Desde mediados de los años setenta, ha actuado en más de 200 obras en teatros regionales de todo Estados Unidos, como el Meadow Brook Theater, el Attic Theater, el Missouri Repertory Theater, el Asolo Repertory Theatre, el Alabama Shakespeare Festival, el Yale Repertory Theater, McCarter Theater, Delaware Theater Company, Wilma Theater, Syracuse Stage, Studio Arena, GeVa Theater, Actors Theater of Louisville, Steppenwolf Theater, American Conservatory Theater, Timber Lake Playhouse, Old Creamery Theatre, Totem Pole Playhouse, Peterborough Players y otros.
Houdyshell recuerda que, tras mudarse a Manhattan en 1980, «estuve viajando durante esos 20 años... Había una comunidad de actores que hacíamos eso. Éramos actores itinerantes que nos movíamos continuamente por todo el país de teatro en teatro y de trabajo en trabajo". Ha aparecido en numerosas películas, incluyendo Changing Lanes (2002) con Ben Affleck, Maid in Manhattan (2002) con Jennifer Lopez y Garden State (2004) con Zach Braff y Natalie Portman.

### 2005–2014: debut en Broadway y otros papeles
Los créditos televisivos de Houdyshell incluyen apariciones en Third Watch, Law & Order, Law & Order: Special Victims Unit, Law & Order: Criminal Intent, Blue Bloods y The Good Fight, y como Bunny Folger en Only Murders in the Building. Durante este tiempo actuó en Trust the Man (2006) con Julianne Moore, y Everybody's Fine (2009) con Robert De Niro, Kate Beckinsale, Drew Barrymore y Sam Rockwell. También tuvo un papel en la película de 2010 The Bounty Hunter con Jennifer Aniston y Gerard Butler.
En Nueva York, es conocida por su papel de «Ann Kron» en la producción de Broadway  Well, de Lisa Kron. Este papel le valió una nominación a los premios Tony en 2006. Ganó un premio Theater World y un premio Obie a la mejor interpretación por la producción de Well fuera de Broadway, que se representó en 2004 en el Public Theater.
En 2005 recibió el premio Joseph Jefferson a la mejor actriz de reparto en una obra de teatro por su interpretación en The Pain and the Itch para la Steppenwolf Theatre Company y el premio Barrymore 2005 a la mejor actriz de reparto en una obra de teatro por su trabajo en The Clean House en el Wilma Theater de Filadelfia.
Houdyshell ha actuado en Broadway en obras como Wicked, Well, Bye Bye Birdie, y La importancia de llamarse Ernesto. En 2010, interpretó el papel de directora de escena en la película Morning Glory, junto a Harrison Ford, Diane Keaton y Rachel McAdams. Interpretó el papel de «Hattie» en la reposición de 2011 de Follies, y recibió una nominación al Premio Tony 2012, Actriz destacada en un musical por su interpretación. Houdyshell interpretó a la Enfermera en la reposición de Broadway de 2013 de Romeo y Julieta.

### 2015-2020:Los humanosy el reconocimiento
Apareció en The Humans como «Deirdre Blake», primero en su compromiso Off-Broadway en la Roundabout Theatre Company de septiembre de 2015 a diciembre de 2015, y luego en la producción de Broadway de la obra que se estrenó en el Helen Hayes Theatre el 18 de febrero de 2016. Por The Humans ganó el Premio Tony 2016, Actriz destacada en una obra de teatro, el Premio Drama Desk 2016, Actuación de conjunto destacada, y el Premio Obie, Actuación. También fue nominada al Premio Outer Critics Circle 2016, Actriz destacada en una obra de teatro.
En 2015, interpretó a Rose Offer en la serie limitada de la NBC American Odyssey, junto a Anna Friel y Peter Facinelli. En 2017, apareció en la comedia de ciencia ficción Downsizing, de Alexander Payne, junto a Matt Damon. En 2017 interpretó a Ann Marie en A Doll's House, Part 2, de Lucas Hnath.
Otros créditos de Houdyshell en Nueva York incluyen Harrison, TX: Three Plays by Horton Foote en Primary Stages, Coraline, The New Century, en el Mitzi E. Newhouse Theater at Lincoln Center (2008);[ The Receptionist en el Manhattan Theater Club (2007); Much Ado About Nothing (Delacorte Theatre, 2004); Fighting Words, y The Pain and the Itch en Playwrights Horizons (2009); Attempts on Her Life en Soho Rep; y True Love en el Zipper Theater (2001).
En 2018, protagonizó la tercera temporada del thriller de ABC Quantico como La viuda. En 2019, apareció como el ama de llaves Hannah en la adaptación cinematográfica de Mujercitas de Greta Gerwig, aclamada por la crítica y nominada al Oscar, protagonizada por Saoirse Ronan, Emma Watson, Florence Pugh, Eliza Scanlen, Laura Dern, Timothée Chalamet y Meryl Streep.  En abril de 2019, Houdyshell regresó a Broadway como la condesa de Gloucester en la producción dirigida por Sam Gold de King Lear, con Glenda Jackson en el papel principal.

### 2021-presente: Expansión profesional
En 2021, retomó su papel ganador de un Tony de Deidre Blake en The Humans, la adaptación cinematográfica de su obra de Broadway. La película estaba coprotagonizada por Richard Jenkins, Amy Schumer, Beanie Feldstein, Steven Yeun y June Squibb. Tuvo su estreno mundial en el Festival Internacional de Cine de Toronto 2021 el 12 de septiembre de 2021. La película fue estrenada por A24 el 24 de noviembre de 2021, tanto en cines como en Showtime. En 2021 y 2022, interpretó el memorable papel de Bunny Folger en las temporadas 1 y 2 de la exitosa serie de Hulu nominada a los Emmy Only Murders in the Building, junto a Steve Martin, Martin Short y Selena Gómez. Por su interpretación recibió dos nominaciones junto al reparto al Premio del Sindicato de Actores de Cine a la Actuación Destacada de un Conjunto en una Serie de Comedia .
En 2022, Houdyshell interpretó a Eulalie Mackecknie Shinn en la reposición musical de The Music Man, de Meredith Willson, protagonizada por Hugh Jackman y Sutton Foster, por cuya actuación recibió una nominación al Premio Tony a la Mejor Actriz Protagonista en una Obra de Teatro.  Ese mismo año actuó en la película de drama psicológico Causeway, dirigida por Lila Neugebauer y protagonizada por Jennifer Lawrence y Brian Tyree Henry, que se estrenó mundialmente en el Festival Internacional de Cine de Toronto de 2022 el 10 de septiembre de 2022 y se estrenó en cines y en Apple TV+ el 4 de noviembre de 2022. Volverá a Broadway en la reposición de Anton Chekov Tío Vania en el Lincoln Center Theatre protagonizada por Steve Carell, Allison Pill, William Jackson Harper y Alfred Molina.

## Filmografía

### Película
| Año  | Título                      | Rol                | Notas |
| ---- | --------------------------- | ------------------ | ----- |
| 2002 | Changing Lanes              | Miss Tetley        |       |
| 2002 | Maid in Manhattan           | Carmen             |       |
| 2004 | Garden State                | Mrs. Lubin         |       |
| 2005 | Trust the Man               | Sex Addicts Leader |       |
| 2005 | Road                        | Postal Clerk       |       |
| 2006 | Things That Hang from Trees | Pam Dupont         |       |
| 2006 | The Immaculate Conception   | Sister Patricia    |       |
| 2009 | Everybody's Fine            | Alice              |       |
| 2010 | The Bounty Hunter           | Landlady           |       |
| 2010 | Morning Glory               | Stage Manager      |       |
| 2014 | Romeo and Juliet            | Nurse              |       |
| 2014 | Lucky Stiff                 | Harry's Landlady   |       |
| 2017 | Downsizing                  | Paul's Mother      |       |
| 2018 | The Chaperone               | Sister Delores     |       |
| 2019 | Little Women                | Hannah             |       |
| 2021 | The Humans                  | Deirdre Blake      |       |
| 2022 | Causeway                    | Sharon             |       |

### Televisión
| Año       | Título                            | Rol                    | Notas                          |
| --------- | --------------------------------- | ---------------------- | ------------------------------ |
| 1999      | Third Watch                       | Jane                   | Episode: "Welcome to Camelot"  |
| 1997–2002 | Law & Order                       | Various Characters     | 3 episodes                     |
| 2002–17   | Law & Order: Special Victims Unit | Judge Ruth Linden      | 10 episodes                    |
| 2005      | Law & Order: Criminal Intent      | Ruth Pear              | Episode: "The Unblinking Eye"  |
| 2006      | Conviction                        | Judge Roberta Palski   | 2 episodes                     |
| 2009      | Loving Leah                       | Mrs. Finkelman         | Television movie               |
| 2009      | Guiding Light                     | Judger Burslem         | Episode #1.15659               |
| 2010      | Running Wilde                     | Gertie Stellvertretter | Pilot                          |
| 2014      | Blue Bloods                       | Roseanne Galecki       | Episode: "Open Secrets"        |
| 2015      | Elementary                        | Carla                  | Episode: "Hemlock"             |
| 2015      | American Odyssey                  | Rose Offer             | 8 episodes                     |
| 2015      | Neon Joe, Werewolf Hunter         | Jane Cotton            | 2 episodes                     |
| 2017      | The Accidental Wolf               | Rach                   | Episode: "Kathryn"             |
| 2017–18   | The Good Fight                    | Renée Rampling         | 2 episodes                     |
| 2018      | Quantico                          | The Widow              | Episode: "The Conscience Code" |
| 2019      | The Tick                          | Black Market Bob       | Episode: "Magic is Real"       |
| 2020      | Evil                              | Judge Sara Carl Shire  | Episode: "Justice x 2"         |
| 2021–22   | Only Murders in the Building      | Bunny Folger           | Recurring                      |

### Teatro
| Año     | Título                          | Rol                           | Notas                                                            |
| ------- | ------------------------------- | ----------------------------- | ---------------------------------------------------------------- |
| 2005    | A Wonderful Life                | Mrs. Martini                  | Sam S. Shubert Theatre, Broadway                                 |
| 2006    | Well                            | Ann                           | Longacre Theatre, Broadway                                       |
| 2006–08 | Wicked                          | Madame Morrible (replacement) | Gershwin Theatre, Broadway                                       |
| 2009–10 | Bye Bye Birdie                  | Mae Peterson                  | Henry Miller's Theatre, Broadway                                 |
| 2010    | Wicked                          | Madame Morrible (replacement) | Emerald City Tour                                                |
| 2011    | The Importance of Being Earnest | Miss Prism (replacement)      | American Airlines Theatre, Broadway                              |
| 2011–12 | Follies                         | Hattie Walker                 | Marquis Theatre, Broadway Ahmanson Theatre, Los Angeles          |
| 2011    | 8                               | Maggie Gallagher              | Eugene O'Neill Theatre, Broadway                                 |
| 2012–13 | Dead Accounts                   | Barbara                       | Music Box Theatre, Broadway                                      |
| 2013    | Romeo and Juliet                | Nurse                         | Richard Rodgers Theatre, Broadway                                |
| 2015    | Fish in the Dark                | Gloria Drexel                 | Cort Theatre, Broadway                                           |
| 2015–17 | The Humans                      | Deirdre Blake                 | Laura Pels Theatre Helen Hayes Theatre Gerald Schoenfeld Theatre |
| 2017    | A Doll's House, Part 2          | Anne Marie                    | John Golden Theatre, Broadway                                    |
| 2018    | The Humans                      | Deirdre Blake                 | Ahmanson Theatre, Los Angeles Hampstead Theatre, London          |
| 2019    | King Lear                       | Earl of Gloucester            | Cort Theatre, Broadway                                           |
| 2022    | The Music Man                   | Mrs. Shinn                    | Winter Garden Theatre, Broadway                                  |
| 2024    | Uncle Vanya                     | Mama Voinitski                | Vivian Beaumont Theatre, Broadway                                |

## Premios y nominaciones
| Año  | Premio                     | Categoría                                                 | Nominado                     | Resultado |
| ---- | -------------------------- | --------------------------------------------------------- | ---------------------------- | --------- |
| 2004 | Drama Desk Award           | Outstanding Featured Actress in a Play                    | Well                         | Nominada  |
| 2004 | Obie Award                 | Distinguished Performance by an Actress                   | Well                         | Ganadora  |
| 2005 | Joseph Jefferson Award     | Actress in a Supporting Role in a Play                    | The Pain and the Itch        | Ganadora  |
| 2005 | Barrymore Award            | Outstanding Supporting Actress in a Play                  | The Clean House              | Ganadora  |
| 2006 | Tony Award                 | Best Featured Actress in a Play                           | Well                         | Nominada  |
| 2006 | Theatre World Award        | Theatre World Award                                       | Well                         | Ganadora  |
| 2012 | Tony Award                 | Best Featured Actress in a Musical                        | Follies                      | Nominada  |
| 2012 | Outer Critics Circle Award | Outstanding Featured Actress in a Musical                 | Follies                      | Nominada  |
| 2016 | Tony Award                 | Best Featured Actress in a Play                           | The Humans                   | Ganadora  |
| 2016 | Drama Desk Award           | Outstanding Ensemble                                      | The Humans                   | Ganadora  |
| 2016 | Drama League Award         | Distinguished Performance                                 | The Humans                   | Nominada  |
| 2016 | Outer Critics Circle Award | Outstanding Actress in a Play                             | The Humans                   | Nominada  |
| 2016 | Obie Award                 | Distinguished Performance by an Actress                   | The Humans                   | Ganadora  |
| 2016 | Lucille Lortel Award       | Outstanding Lead Actress in a Play                        | The Humans                   | Nominada  |
| 2017 | Tony Award                 | Best Featured Actress in a Play                           | A Doll's House, Part 2       | Nominada  |
| 2017 | Drama Desk Award           | Outstanding Featured Actress in a Play                    | A Doll's House, Part 2       | Nominada  |
| 2017 | Outer Critics Circle Award | Outstanding Featured Actress in a Play                    | A Doll's House, Part 2       | Nominada} |
| 2021 | Screen Actors Guild Award  | Outstanding Performance by an Ensemble in a Comedy Series | Only Murders in the Building | Nominada  |
| 2022 | Screen Actors Guild Award  | Outstanding Performance by an Ensemble in a Comedy Series | Only Murders in the Building | Nominada  |
| 2022 | Tony Award                 | Best Featured Actress in a Musical                        | The Music Man                | Nominada  |